# Dorothy Poynton-Hill
Dorothy Poynton-Hill (Salt Lake City, 17 luglio 1915 – Riverside, 18 maggio 1995) è stata una tuffatrice statunitense.
Ha partecipato a tre edizioni dei giochi olimpici (1928, 1932 e 1936) conquistando complessivamente quattro medaglie.

## Palmarès
Olimpiadi
- 4 medaglie:
  - 2 ori (piattaforma a Los Angeles 1932, piattaforma a Berlino 1936)
  - 1 argento (trampolino a Amsterdam 1928)
  - 1 bronzo (trampolino a Berlino 1936).